# Hua Hsu
Hua Hsu (Illinois, 28 giugno 1977) è uno scrittore statunitense.

## Biografia
Figlio unico di genitori tawanesi emigrati negli Stati Uniti, è cresciuto a Cupertino.
Dopo la laurea nel 1999 all'Università della California - Berkeley, ha conseguito un dottorato di ricerca in Studi Americani all'Università Harvard.
Dopo aver pubblicato nel 2016 il saggio A floating Chinaman: fantasy and failure across the Pacific, nel 2022 ha dato alle stampe il memoir Stay true nel quale ha rievocato un'amicizia ai tempi del college finita in tragedia. 
Professore di letteratura presso il Bard College, è nello staff del New Yorker dal 2014 e si è occupato di critica musicale per varie riviste.

## Opere

### Saggi
- A floating Chinaman: fantasy and failure across the Pacific (2016)

### Autobiografie
- Stay true: tracce di un'amicizia (Stay true: a memoir, 2022), Pescara, NR, 2023 traduzione di Sara Marzullo ISBN 978-88-319-1213-6.

## Premi e riconoscimenti

### Vincitore
National Book Critics Circle Award
- 2022 nella sezione "Memorie/Autobiografie" con Stay true: tracce di un'amicizia[9]

Premio Pulitzer per il memoir o l'autobiografia
- 2023 con Stay true: tracce di un'amicizia[10]